# Josef Smistik
Josef Smistik (ur. 28 listopada 1905 w Wiedniu, zm. 28 listopada 1985 tamże) – austriacki piłkarz i trener, reprezentant Austrii.

## Kariera klubowa
Smistik przygodę z futbolem rozpoczął w 1921 w zespole FC Stadlau. W drużynie tej szkolił się do 1926, po czym przeniósł się do Rapidu Wiedeń. W zespole ze stolicy Austrii odnosił największe sukcesy. Trzykrotnie świętował wraz z klubem mistrzostwo Austrii w sezonie 1928/29, 1929/30 i 1934/35. Zdobył także Puchar Austrii w sezonie 1926/27. Rapid ze Smistikiem w składzie odniósł także sukces na arenie międzynarodowej, zdobywając Puchar Mitropa w 1930. Łącznie przez 11 lat zagrał dla Rapidu w 201 spotkaniach, w których strzelił 20 bramek.
Po Anschlussie Austrii w 1938, dołączył do macierzystego FC Stadlau, które w 1940 połączyło się fuzją z Floridsdorfer AC. W 1941 został piłkarzem Kremser SC, którego zawodnikiem był aż zakończenia kariery w 1945.
| Sezon   | Klub             | Kraj       | Rozgrywki | Mecze | Bramki |
| ------- | ---------------- | ---------- | --------- | ----- | ------ |
| 1926/27 | Rapid Wiedeń     | Austria    | I. Liga   | 20    | 2      |
| 1927/28 | Rapid Wiedeń     | Austria    | I. Liga   | 24    | 1      |
| 1928/29 | Rapid Wiedeń     | Austria    | I. Liga   | 17    | 5      |
| 1929/30 | Rapid Wiedeń     | Austria    | I. Liga   | 18    | 4      |
| 1930/31 | Rapid Wiedeń     | Austria    | I. Liga   | 18    | 2      |
| 1931/32 | Rapid Wiedeń     | Austria    | I. Liga   | 21    | 0      |
| 1932/33 | Rapid Wiedeń     | Austria    | I. Liga   | 18    | 2      |
| 1933/34 | Rapid Wiedeń     | Austria    | I. Liga   | 20    | 0      |
| 1934/35 | Rapid Wiedeń     | Austria    | I. Liga   | 14    | 1      |
| 1935/36 | Rapid Wiedeń     | Austria    | I. Liga   | 15    | 2      |
| 1936/37 | Rapid Wiedeń     | Austria    | I. Liga   | 16    | 1      |
| 1938/39 | FC Stadlau       | III Rzesza |           |       |        |
| 1939/40 | FC Stadlau       | III Rzesza |           |       |        |
| 1940/41 | Floridsdorfer AC | III Rzesza |           |       |        |
| 1941/42 | Kremser SC       | III Rzesza |           |       |        |
| 1942/43 | Kremser SC       | III Rzesza |           |       |        |
| 1943/44 | Kremser SC       | III Rzesza |           |       |        |
| 1944/45 | Kremser SC       | III Rzesza |           |       |        |

## Kariera reprezentacyjna
Smistik w reprezentacji Austrii zadebiutował 6 maja 1928 w spotkaniu przeciwko Jugosławii, zakończonym zwycięstwem 3:0. Sześć lat później, w 1934, został powołany na Mistrzostwa Świata.
Na turnieju wystąpił w 4 spotkaniach, z Francją, Węgrami, Włochami oraz w przegranym 2:3 meczu o 3. miejsce z Niemcami. Po raz ostatni w drużynie narodowej pojawił się 8 listopada 1936, w wygranym 3:1 meczu ze Szwajcarią. Łącznie w latach 1928–1936 zagrał dla Austrii w 39 spotkaniach, w których strzelił 2 bramki.
| Mecze i gole w reprezentacji Austrii | Mecze i gole w reprezentacji Austrii | Mecze i gole w reprezentacji Austrii | Mecze i gole w reprezentacji Austrii | Mecze i gole w reprezentacji Austrii | Mecze i gole w reprezentacji Austrii | Mecze i gole w reprezentacji Austrii |
| #                                    | Data                                 | Miasto                               | Przeciwnik                           | Gol                                  | Wynik                                | Rozgrywki                            |
| ------------------------------------ | ------------------------------------ | ------------------------------------ | ------------------------------------ | ------------------------------------ | ------------------------------------ | ------------------------------------ |
| 1.                                   | 06.05.1928                           | Wiedeń                               | Jugosławia                           |                                      | 3:0                                  | towarzyski                           |
| 2.                                   | 29.07.1928                           | Sztokholm                            | Szwecja                              | Gol                                  | 3:2                                  | towarzyski                           |
| 3.                                   | 17.03.1929                           | Praga                                | Czechosłowacja                       |                                      | 3:3                                  | towarzyski                           |
| 4.                                   | 07.04.1929                           | Wiedeń                               | Włochy                               |                                      | 3:0                                  | Puchar Europy Środkowej              |
| 5.                                   | 05.05.1929                           | Wiedeń                               | Węgry                                |                                      | 2:2                                  | towarzyski                           |
| 6.                                   | 15.09.1929                           | Wiedeń                               | Czechosłowacja                       |                                      | 2:1                                  | towarzyski                           |
| 7.                                   | 27.10.1929                           | Berno                                | Szwajcaria                           |                                      | 3:1                                  | Puchar Europy Środkowej              |
| 8.                                   | 16.11.1930                           | Wiedeń                               | Szwecja                              |                                      | 4:1                                  | towarzyski                           |
| 9.                                   | 22.02.1931                           | Mediolan                             | Włochy                               |                                      | 1:2                                  | Puchar Europy Środkowej              |
| 10.                                  | 03.05.1931                           | Wiedeń                               | Węgry                                |                                      | 0:0                                  | Puchar Europy Środkowej              |
| 11.                                  | 16.05.1931                           | Wiedeń                               | Szkocja                              |                                      | 5:0                                  | towarzyski                           |
| 12.                                  | 24.05.1931                           | Berlin                               | Niemcy                               |                                      | 6:0                                  | towarzyski                           |
| 13.                                  | 16.06.1931                           | Wiedeń                               | Szwajcaria                           |                                      | 2:0                                  | towarzyski                           |
| 14.                                  | 13.09.1931                           | Wiedeń                               | Niemcy                               |                                      | 5:0                                  | towarzyski                           |
| 15.                                  | 04.10.1931                           | Budapeszt                            | Węgry                                |                                      | 2:2                                  | Puchar Europy Środkowej              |
| 16.                                  | 02.10.1932                           | Budapeszt                            | Węgry                                |                                      | 3:2                                  | towarzyski                           |
| 17.                                  | 07.12.1932                           | Londyn                               | Anglia                               |                                      | 3:4                                  | towarzyski                           |
| 18.                                  | 11.12.1932                           | Bruksela                             | Belgia                               |                                      | 6:1                                  | towarzyski                           |
| 19.                                  | 12.02.1933                           | Paryż                                | Francja                              |                                      | 4:0                                  | towarzyski                           |
| 20.                                  | 09.04.1933                           | Wiedeń                               | Czechosłowacja                       | Gol                                  | 1:2                                  | towarzyski                           |
| 21.                                  | 11.06.1933                           | Wiedeń                               | Belgia                               |                                      | 4:1                                  | towarzyski                           |
| 22.                                  | 17.09.1933                           | Praga                                | Czechosłowacja                       |                                      | 3:3                                  | towarzyski                           |
| 23.                                  | 01.10.1933                           | Wiedeń                               | Węgry                                |                                      | 2:2                                  | towarzyski                           |
| 24.                                  | 29.11.1933                           | Glasgow                              | Szkocja                              |                                      | 2:2                                  | towarzyski                           |
| 25.                                  | 10.12.1933                           | Amsterdam                            | Holandia                             |                                      | 1:0                                  | towarzyski                           |
| 26.                                  | 11.02.1934                           | Turyn                                | Włochy                               |                                      | 4:2                                  | Puchar Europy Środkowej              |
| 27.                                  | 25.03.1934                           | Genewa                               | Szwajcaria                           |                                      | 3:2                                  | Puchar Europy Środkowej              |
| 28.                                  | 15.04.1934                           | Wiedeń                               | Węgry                                |                                      | 5:2                                  | towarzyski                           |
| 29.                                  | 27.05.1934                           | Turyn                                | Francja                              |                                      | 3:2                                  | MŚ 1934                              |
| 30.                                  | 31.05.1934                           | Bolonia                              | Węgry                                |                                      | 2:1                                  | MŚ 1934                              |
| 31.                                  | 03.06.1934                           | Mediolan                             | Włochy                               |                                      | 0:1                                  | MŚ 1934                              |
| 32.                                  | 07.06.1934                           | Neapol                               | III Rzesza                           |                                      | 2:3                                  | MŚ 1934                              |
| 33.                                  | 11.11.1934                           | Wiedeń                               | Szwajcaria                           |                                      | 3:0                                  | Puchar Europy Środkowej              |
| 34.                                  | 24.03.1935                           | Wiedeń                               | Włochy                               |                                      | 0:2                                  | Puchar Europy Środkowej              |
| 35.                                  | 19.01.1936                           | Madryt                               | Hiszpania                            |                                      | 5:4                                  | towarzyski                           |
| 36.                                  | 26.01.1936                           | Porto                                | Portugalia                           |                                      | 3:2                                  | towarzyski                           |
| 37.                                  | 22.03.1936                           | Wiedeń                               | Czechosłowacja                       |                                      | 1:1                                  | Puchar Europy Środkowej              |
| 38.                                  | 05.04.1936                           | Wiedeń                               | Węgry                                |                                      | 3:5                                  | towarzyski                           |
| 39.                                  | 08.11.1936                           | Zurych                               | Szwajcaria                           |                                      | 3:1                                  | Puchar Europy Środkowej              |

## Kariera trenerska
W latach 1952–1956 i 1964-1965 trenował zespół FC Schaffhausen. W sezonie 1958/59 trenował stołeczną Austrię Wiedeń.

## Sukcesy
Rapid Wiedeń
- Mistrzostwo Austrii (3): 1928/29, 1929/30, 1934/35
- Puchar Austrii (1): 1926/27
- Puchar Mitropa (1): 1930